# Denise Epoté
Denise Laurence Djengué Epoté, kurz Denise Epoté (* 22. November 1954 in Nkongsamba, französisches Mandatsgebiet Ost-Kamerun) ist eine kamerunische Journalistin und Leiterin der Afrika-Abteilung von TV5 Monde. Sie war die erste Anchorwoman der Abendnachrichten des kamerunischen Staatsfernsehens CRTV. 

## Leben

### Jugend und Ausbildung
Denise Epoté wurde am 22. November 1954 in Nkongsamba, einer Stadt im Südwesten des damaligen französischen Mandatsgebiets Ost-Kamerun als ältestes von vier Kindern geboren. Sie besuchte das Lycée Général Leclerc in Yaoundé. Nachdem sie ihre Schulausbildung mit Bravour absolviert hatte, wurde sie an der International School of Journalism in Yaoundé (ESUY) angenommen, dort studierte sie Journalismus.

### Beruflicher Werdegang
1981 begann Epoté zunächst als Journalistin bei Radio Cameroon zu arbeiten. Später wechselte sie zum staatlichen Fernsehen, dort wurde sie 1985 zur ersten Anchorwoman der französischsprachigen Abendnachrichten um 20:30 Uhr. Zusammen mit ihrem englischsprachigen Kollegen Eric Chinje präsentierte und moderierte sie von 1985 bis 1993 die Abendnachrichten. Im Jahr 1993 verließ Epoté den staatlichen Fernsehsender und begann beim französischen Sender TV5 Monde sowie Radio France Internationale zu arbeiten.

### Et si vous me disiez toute la vérité
Seit 1999 moderiert Epoté die eigene Gesprächssendung Et si vous me disiez toute la vérité (frz. für „Und sie sagen mir die ganze Wahrheit“) auf TV5 Monde, zu der sie Gäste einlädt, um die Gegenwart und Zukunft des afrikanischen Kontinents zu diskutieren. Epoté empfing bereits zahlreiche bekannte Persönlichkeiten in ihren Sendungen, unter anderem Andry Rajoelina, Omar Bongo Ondimba, James Alix Michel, Mohamed Ould Abdel Aziz, Aminata Traoré und – zum zehnten Jubiläum der Sendung 1999 – den damaligen malischen Präsidenten Amadou Toumani Touré.
Des Weiteren moderiert Epoté die Sendung Africa Presse, eine Gesprächssendung mit Journalisten der Zeitung Libération, in der afrikanische Nachrichten diskutiert werden. Auf Radio France Internationale tut sie sonntäglich in der Radiokolumne „Week Denise Epoté“ ihre Ansichten zum politischen Geschehen kund.

### Auszeichnungen
Denise Epoté erhielt für ihre Verdienste um den kamerunischen Journalismus bereits zahlreichen Auszeichnungen und Würdigungen. Dazu gehören unter anderem die Auszeichnung für die beste Fernsehjournalistin der Panafrican Broadcasting Heritage and Achievement Awards (2001). Seit Mai 2013 ist sie zudem Mitglied der französischen Ehrenlegion.

### Privat
Denise Epoté heiratete im Juli 1991. Sie ist heute geschieden.